# Photobucket
Photobucket американский сервис, предназначенный для хранения мультимедийных файлов с возможностью конвертации в любой формат. Пользуется популярностью у десятков миллионов пользователей, которые хранят свои фотографии и ставят ссылки в своих блогах. Западный сегмент LiveJournal, одного из крупнейших блогерских порталов, официально сотрудничает именно с Photobucket.
Сегодня на ресурс ссылается более 300 000 различных сайтов. К примеру, в MySpace около 63 % всех мультимедиа ссылок ведут именно на Photobucket, в то время как на Flickr или Youtube — лишь 8 % и 1.3 %. Суточная аудитория на четверть больше чем у ImageShack и на четверть меньше чем у Flickr.com. Ресурс имеет более 100 млн зарегистрированных аккаунтов, ежедневно совершается более 4 млн загрузок фотографий и видеороликов.
Как и большинство фотохостингов, источник дохода ресурса — реклама и премиум-аккаунты по 25 $, владельцы которых получают три гигабайта пространства для хранения фотографий.
28 июня 2017 года были изменены условия обслуживания, так что начиная с 30 июня 2017 года сервис предлагает только платные аккаунты, при этом Store аккаунт (US$59 в год) позволяет только хранить изображение на сайте, для того чтобы дать ссылку на изображение необходим Share аккаунт (US$59 в год) , а возможность просмотра картинок на сторонних сайтах доступна только пользователям самого дорогого аккаунта 3rd Party Hosting (US$399 в год). Так как до этого, множество сайтов и форумов полагались на бесплатный хостинг на данном сервисе, то у всех них возникли огромные трудности с переносом материала на новые сервисы, из-за того что объявление было сделано всего за два дня до начала действия новых условий.
Так же новый сайт сервиса стал перегружен всплывающей рекламой, которая заслоняет изображение.

## История
Сервис был создан Алексом Уэлчем (англ. Alex Welch) и Дарреном Кристалом (англ. Darren Crystal) в 2003 году. Сначала был создан сервис для обмена фотографиями. Однако оказалось, что пользователи предпочитают не столько обмениваться, сколько хранить на нём свои снимки и размещать ссылки на них на других сайтах. Обратив внимание на подобное поведение потребителей, основатели не стали вводить систему запретов, а, изучив действия пользователей, создали Photobucket, чтобы дать им возможность загружать фотографии и размещать ссылки на них на любых форумах. Пользователи могли перечислять на содержание сайта 5 долларов через PayPal. После того как сервис приобрел большую популярность, в 2007 году его купила компания Fox Interactive Media, дочка Rupert Murdoch’s News.

## Аналогичные ресурсы
- Flickr
- Imageshack